# Welykyj Hlybotschok
Welykyj Hlybotschok (ukrainisch Великий Глибочок; russisch Великий Глубочёк/Weliki Glubotschok, polnisch Hłuboczek Wielki) ist ein Dorf im Rajon Ternopil der Oblast Ternopil im Westen der Ukraine.

Kirche im Ort

Welykyj Hlybotschok liegt etwa 9 Kilometer nordwestlich der Oblasthauptstadt Ternopil an der Mündung der Nesteriwka (Нестерівка) in den Seret.
Am 27. Juli 2018 wurde das Dorf ein Teil der neugegründeten Landgemeinde Bila (Білецька сільська громада/Bilezka silska hromada), bis dahin bildete es die gleichnamige Landratsgemeinde.
Der Ort entstand 1557 und lag zunächst in der Woiwodschaft Ruthenien als Teil der Adelsrepublik Polen. Von 1772 bis 1918 gehörte er, mit Unterbrechung zwischen 1810 und 1815, als er als Teil des Tarnopoler Kreises an Russland abgetreten werden musste, unter seinem polnischen Namen Hłuboczek (später mit Namenszusatz Wielki) zum österreichischen Galizien und bekam 1870 einen Bahnhof an der Bahnstrecke nach Ternopil.
Nach dem Ende des Ersten Weltkrieges kam der Ort zu Polen (in die Woiwodschaft Tarnopol, Powiat Tarnopol, Gmina Hłuboczek Wielki), wurde im Zweiten Weltkrieg ab September 1939 von der Sowjetunion (unter dem ukrainischen Namen Hlybotschek Welykyj/Глибочек Великий) und dann ab Sommer 1941 bis 1944 von Deutschland besetzt, hier wurde der Ort in den Distrikt Galizien eingegliedert. Während der Sowjetischen Besetzung Ostpolens wurde der Ort im Januar 1940 zur Rajonshauptstadt des Rajons Welykyj Hlybotschok, dieser bestand auch nach der Wiedereroberung durch die Rote Armee bis 1962 weiter, danach kam das Gebiet zum Rajon Sboriw und nach der Errichtung des Rajons Ternopil zu diesem. Während der deutschen Besetzung wurden in Hlybotschok und anderen Orten an der Verbindungsstraße Tarnopol-Kiew Zwangsarbeitslager eingerichtet, deren Insassen für eine Arge aus Waldsassen arbeiteten. Die inhaftierten Juden wurden misshandelt und 1943 ermordet. Danach wurden französische Kriegsgefangene in den Steinbrüchen und beim Straßenbau eingesetzt. 
Nach dem Ende des Krieges wurde der Ort der Sowjetunion zugeschlagen und am 15. August 1944 auf seinen heutigen Namen umbenannt, dort kam das Dorf zur Ukrainischen SSR und ist seit 1991 ein Teil der heutigen Ukraine. Zwischen 1985 und 1989 hatte die Ortschaft den Status einer Siedlung städtischen Typs.